# Peter de Klerk
Peter de Klerk, južnoafriški dirkač Formule 1, * 16. marec 1935, Pilgrim's Rest, Transvaal, Južna Afrika, † 11. julij 2015.

## Življenjepis
V svoji karieri je nastopil le na štirih domačih dirkah, Veliki nagradi Južne Afrike v sezoni 1963, kjer je z dirkalnikom Alfa Romeo Special moštva Alfa Romeo odstopil v triinpetdesetem krogu zaradi odpovedi menjalnika, Veliki nagradi Južne Afrike v sezoni 1965, kjer je z dirkalnikom Alfa Romeo Special moštva Alfa Romeo osvojil deseto mesto z več kot šestimi krogi zaostanka za zmagovalcem, Veliki nagradi Južne Afrike v sezoni 1969, kjer z dirkalnikom Brabham BT20 moštva Brabham Racing Organization zaradi več kot trinajstih krogov zaostanka za zmagovalcem ni bil uvrščen, in Veliki nagradi Južne Afrike v sezoni 1970, kjer je z dirkalnikom Brabham BT26 manjšega moštva Team Gunston zasedel enajsto mesto z več kot petimi krogi zaostanka za zmagovalcem.

## Popolni rezultati Formule 1
(legenda) (odebeljene dirke pomenijo najboljši štartni položaj, poševne pa najhitrejši krog, †-uvrščen kljub odstopu)
| Leto | Moštvo                      | Šasija             | Motor      | 1      | 2   | 3   | 4   | 5   | 6   | 7   | 8   | 9   | 10      | 11  | 12  | 13  | Prv | Toč |
| ---- | --------------------------- | ------------------ | ---------- | ------ | --- | --- | --- | --- | --- | --- | --- | --- | ------- | --- | --- | --- | --- | --- |
| 1963 | Otelle Nucci                | Alfa Romeo Special | Alfa Romeo | MON    | BEL | NIZ | FRA | VB  | NEM | ITA | ZDA | MEH | JAR Ret |     |     |     | 26. | 0   |
| 1965 | Otelle Nucci                | Alfa Romeo Special | Alfa Romeo | JAR 10 | MON | BEL | FRA | VB  | NIZ | NEM | ITA | ZDA | MEH     |     |     |     | 27. | 0   |
| 1969 | Brabham Racing Organization | Brabham BT20       | Repco      | JAR NC | ŠPA | MON | NIZ | FRA | VB  | NEM | ITA | KAN | ZDA     | MEH |     |     | 24. | 0   |
| 1970 | Team Gunston                | Brabham BT26       | Ford       | JAR 11 | ŠPA | MON | BEL | NIZ | FRA | VB  | NEM | AVT | ITA     | KAN | ZDA | MEH | 11. | 0   |